# Pachyschelus irroratus
Pachyschelus irroratus es una especie de escarabajo joya del género Pachyschelus, familia Buprestidae. Fue descrita científicamente por Waterhouse en 1889.